# Joe Morrow
Joseph Mathew Alexander „Joe“ Morrow (* 9. Dezember 1992 in Edmonton, Alberta) ist ein kanadischer Eishockeyspieler, der seit Juli 2025 bei Unia Oświęcim aus der Polska Hokej Liga (PHL) unter Vertrag steht und dort auf der Position des Verteidigers spielt. Zuvor war Morrow unter anderem für die Boston Bruins, Canadiens de Montréal und Winnipeg Jets in der National Hockey League (NHL) aktiv.

## Karriere
Joe Morrow spielte in seiner Jugend unter anderem für die Strathcona Warriors und für die Sherwood Park Squires in regionalen Nachwuchsligen, bevor er zum Ende der Saison 2007/08 zu den Portland Winter Hawks, die ihn 2007 im Bantam Draft der Western Hockey League (WHL) an 28. Position ausgewählt hatten. In Portland steigerte der Abwehrspieler seine persönliche Statistik von Saison zu Saison, bis er in seinem Draft-Jahr auf 49 Scorerpunkte in 60 Spielen kam und außerdem zum CHL Top Prospects Game eingeladen wurde. In der Folge wurde Morrow im NHL Entry Draft 2011 an 23. Position von den Pittsburgh Penguins ausgewählt, die ihn knapp zwei Monate später mit einem Einstiegsvertrag ausstatteten. Vorerst kehrte der Verteidiger jedoch für eine weitere Spielzeit nach Portland zurück, in der er erstmals auf einen Punkteschnitt von über 1,0 kam (64 in 62 Spielen) und infolgedessen ins Western Conference First All-Star Team der WHL gewählt wurde.
Mit Beginn der Saison 2012/13 wechselte Morrow in die Organisation der Pittsburgh Penguins und lief dort vorerst für deren Farmteam, die Wilkes-Barre/Scranton Penguins, in der American Hockey League (AHL) auf. Nach 57 AHL-Spielen wurde er allerdings im März 2013 samt einem Fünftrunden-Wahlrecht für den NHL Entry Draft 2013 an die Dallas Stars abgegeben, die im Gegenzug den nicht mit ihm verwandten Brenden Morrow sowie ein Drittrunden-Wahlrecht für den gleichen Draft nach Pittsburgh schickten. Er beendete die Spielzeit mit 17 Einsätzen beim AHL-Farmteam der Dallas Stars, den Texas Stars. Bereits im Juli 2013 wurde Morrow dann samt Loui Eriksson, Matt Fraser und Reilly Smith an die Boston Bruins abgegeben. Im Gegenzug wechselten Tyler Seguin, Rich Peverley und Ryan Button nach Dallas. Nach einer weiteren Spielzeit in der AHL, die er bei den Providence Bruins verbrachte, debütierte Morrow im Oktober 2014 für die Boston Bruins in der National Hockey League (NHL). Während der Saison kam er auf insgesamt 15 NHL-Einsätze in Boston, wechselte jedoch regelmäßig zurück ins AHL-Farmteam nach Providence. Mit Beginn der Saison 2015/16 etablierte sich Morrow im Kader der Boston Bruins und wurde nicht in die AHL zurückgeschickt, allerdings kommt er dennoch weiterhin nur unregelmäßig zu Spielzeit, so stand er in der Spielzeit 2015/16 nur 33 Mal für die Bruins auf dem Eis. Im Juli 2016 verlängerte er seinen auslaufenden Vertrag bei den Bruins um ein Jahr.
Anschließend erhielt der Abwehrspieler jedoch keinen neuen Kontrakt in Boston und wechselte somit im Juli 2017 als Free Agent zu den Canadiens de Montréal. Die Canadiens gaben ihn allerdings bereits zur Trade Deadline im Februar 2018 an die Winnipeg Jets ab und erhielten im Gegenzug ein Viertrunden-Wahlrecht im NHL Entry Draft 2018. Bei den Jets lief er bis zum Ende der Saison 2018/19 auf, ehe er im Sommer 2019 keinen weiterführenden Vertrag erhielt. Auch eine Teilnahme an der Saisonvorbereitung bei den New York Rangers führte im September 2019 nicht zu einem festen Engagement, ehe ihn schließlich die New Jersey Devils im Oktober gleichen Jahres mit einem Einjahresvertrag ausstatteten. Dort kam er bis Dezember ausschließlich bei den Binghamton Devils in der AHL zum Einsatz, ehe man sich auf eine vorzeitige Auflösung seines Vertrages einigte. Wenig später wechselte der Verteidiger erstmals nach Europa und schloss sich dem HK Dinamo Minsk in der Kontinentalen Hockey-Liga (KHL) an. Nach 22 Einsätzen wurde er dort im Juli 2020 entlassen. Anschließend heuerte der Kanadier im Januar 2021 bei Porin Ässät aus der finnischen Liiga an, ehe er im September 2021 in die KHL zurückkehrte. Dort fand er in Barys Nur-Sultan einen neuen Arbeitgeber für die Spielzeit 2021/22. Im Juli 2022 wechselte er innerhalb der Liga zum HK Sotschi, wo sein Vertrag nach 31 Einsätzen im Februar 2023 aufgelöst wurde. Anschließend wechselte der Kanadier noch im selben Monat bis zum Saisonende Anfang April zum HC Davos aus der Schweizer National League.
Auf die Spielzeit 2023/24 hin wechselte Morrow zu den Manchester Storm aus der britischen Elite Ice Hockey League (EIHL). Bei den Briten war er zwei Jahre aktiv und wechselte im Sommer 2025 zu Unia Oświęcim in die Polska Hokej Liga (PHL).

## Erfolge und Auszeichnungen
- 2011 Teilnahme am CHL Top Prospects Game
- 2012 WHL West First All-Star Team

## Karrierestatistik
Stand: Ende der Saison 2024/25
(Legende zur Spielerstatistik: Sp oder GP = absolvierte Spiele; T oder G = erzielte Tore; V oder A = erzielte Assists; Pkt oder Pts = erzielte Scorerpunkte; SM oder PIM = erhaltene Strafminuten; +/− = Plus/Minus-Bilanz; PP = erzielte Überzahltore; SH = erzielte Unterzahltore; GW = erzielte Siegtore; 1 Play-downs/Relegation; Kursiv: Statistik nicht vollständig)

## Persönliches
Sein Vater Dave und sein Onkel Darrel Morrow waren ebenfalls professionelle Eishockeyspieler. Zudem spielte sein älterer Bruder Josh Morrow ebenfalls in der WHL und wurde von den Nashville Predators im NHL Entry Draft 2002 ausgewählt, kam jedoch nie zu einem Einsatz im Profi-Bereich.